# María José Álvarez Mezquíriz
María José Álvarez Mezquíriz (Bilbao, 1957) és una empresària espanyola, presidenta executiva del Grup Eulen.

## Biografia
Va néixer a Bilbao i és filla de María Mezquíriz Ganchegui i Davíd Álvarez Díez. Són sis germans. Llicenciada en Dret per la Universitat Complutense de Madrid. Es va diplomar en Dret Comunitari per la Universitat Catòlica de Lovaina, amb un màster en Comerç Exterior per l'Institut d'Empresa.
Va començar a treballar a l'empresa familiar, el Grup Eulen, als vint-i-quatre anys fent estadística d'absentisme. El 1993 va crear el departament d'auditoria i control. Progressivament, va anar assumint diversos càrrecs cada cop de més responsabilitat fins que el 2010 va ser nomenada vicepresidenta del Grup i membre del consell d'administració. Després de la mort del seu pare, des del 2016 és presidenta del Grup Eulen.
El 2021 va finançar l'ampliació de capital del projecte Estado de Alarma, de Javier Negre.
El novembre de 2022 va patir un assalt armat mentre tornava a casa en cotxe. El seu equip de seguretat va acabar disparant contra els assaltants, que havien encapsulat el seu cotxe. Després de diverses consideracions, la policia va determinar que va ser un intent de robatori del seu vehicle d'alta gamma. El mateix any va aparèixer a la llista Forbes com una de les majors fortunes d'Espanya. És amiga personal de Joan Carles I.

## Premis i reconeixements
- 1999 - Mujer Empresaria del Año per la Federación Española de Mujeres Empresarias.
- 2001 - Premi a la Iniciativa Empresarial a la comunitat de Castella i Lleó.
- 2003 - Premi Montblanc a la Dona Directiva.
- 2006 - El Círculo Empresarial Leonés li va atorgar el Cercle d'Or.
- 2017 - Business Leader of the Year per la cambra de Comerç Espanya-Estats Units.[12]
- 2019 - Empresaria 2019
- 2022 - Premio Cambio16 en la categoria de Dona.[5]